# Hu Hanye
Pour les articles homonymes, voir Hu.
Hu Hanye ou Hu Hanxie (chinois simplifié : 呼韩邪 ; chinois traditionnel : 呼韓邪单于 ; pinyin : hūhánxié chányú) fut un chanyu des Xiongnu de -58 à -31. Son pouvoir était contesté et d'autres chefs se proclamèrent chanyu, notamment son frère Zhizhi. En -54 il dut abandonner sa capitale à la suite de sa défaite face à Zhizhi. Il décida alors de chercher l'appui de l'empereur chinois Yuandi en lui proposant de devenir son vassal. Il visita alors plusieurs fois l'empereur pour lui rendre hommage (en -51, -49 et -33). Lors de son dernier voyage, l'empereur lui accorda comme épouse Wang Zhaojun. Il mourut en -31.